# Ghulāt
Als Ghulāt (arabisch غلاة, DMG ġulāt ‚Übertreiber, Extremisten‘) werden in der islamischen Doxographie solche schiitische Gruppen bezeichnet, die in der Verehrung der Imame so weit gehen, dass sie ihnen göttliche Eigenschaften beimessen oder sie als Propheten oder Engel verehren. Diese extreme Art der Imam-Verehrung wird Ghulūw genannt. Zu den bekanntesten klassischen Vertretern dieser schiitischen Richtung gehörten Abū Mansūr al-ʿIdschlī, al-Mughīra ibn Saʿīd und Abū l-Chattāb. Auch die Churramiten wurden teilweise zu den Ghulāt gezählt. Als Oberbegriff für die verschiedenen Ghulāt-Gruppen wird auch häufig das Wort al-Ghāliya („die Übertreibende od. extreme Gruppe)“ verwendet. In der klassischen islamischen Doxographie gilt diese „übertreibende Gruppe“ neben Imamiten und Zaiditen als die dritte Hauptgruppe der Schia. Imamitische Gelehrte bemühten sich, die Lehren der Ghulāt zu widerlegen, und verfassten zu diesem Zweck bis zum 11. Jahrhundert mehr als ein Dutzend Bücher. Nach Heinz Halm war im Irak vor Herausbildung der imamitischen Orthodoxie der Ghulūw die „ursprüngliche Form“ der Schia.

## Wortherkunft
Die Wörter Ghulāt und Ghulūw sind abgeleitet von dem arabischen Verb ġalā, das die Bedeutung hat von „das Maß, die gebührenden Grenzen überschreiten, zu weit gehen“. Das Verb kommt auch zwei Mal im Koran vor (Sure 4:171 und 5:77), und zwar beide Male im Rahmen einer Warnung an die Christen, bei ihrer Verehrung von Jesus Christus nicht zu weit zu gehen. Die Aussage in Sure 4:171 lautet in der Übersetzung von Rudi Paret: „Ihr Leute der Schrift! Treibt es in eurer Religion nicht zu weit (lā taġlū fī dīnikum) und sagt gegen Gott nichts aus, als die Wahrheit! Christus Jesus, der Sohn der Maria, ist nur der Gesandte Gottes und sein Wort, das er der Maria entboten hat, und Geist von ihm.“ Der Koran bezieht also entschieden Stellung gegen Ghulūw. Es gibt auch einen Hadith, in dem das Verb ġalā vorkommt. Ihm zufolge beauftragte der Prophet beim Haddsch, wahrscheinlich in Muzdalifa, ʿAbdallāh ibn ʿAbbās, Kieselsteine für ihn für das Steinigungsritual in Minā zu sammeln. Als der Prophet die Kieselsteine erhielt, sah er, dass diese relativ klein waren, und hieß dies gut. Dann gab er den allgemeinen Ratschlag: „Treibt es in eurer Religion nicht zu weit, denn Übertreibung (ġulūw) war der Grund für den Untergang derjenigen, die vor euch waren.“

## Erste Erwähnung
Angewandt auf eine muslimische Gruppierung, erscheint der Begriff Ghulāt zum ersten Mal in von at-Tabarī aufbewahrten und von Abū Michnaf (gest. 774) überlieferten Berichten über den schiitischen Aufstand von al-Muchtār ibn Abī ʿUbaid in Kufa. Als Überlieferer dieser Berichte treten zwei Zeitgenosse des Aufstands auf. Demnach handelte es sich bei den Ghulāt der Schia um eine Gruppe von sechs Personen, die geheime Treffen in den Häusern der beiden Frauen Hind an-Nāʿitīya und Lailā al-Muzanīya abhielten. Ein Mann aus der Gruppe namens ʿAbdallāh ibn Nauf machte Prophezeiungen über den Sieg der eigenen Kampftruppen in Reimprosa, die sich aber als falsch erwiesen. Zwei angesehene Mitglieder der schiitischen Gemeinde berichteten daraufhin Muhammad ibn al-Hanafīya, dem Imam, in dessen Namen dieser Aufstand erfolgte, von den Aktivitäten der beiden Frauen. Er schrieb daraufhin einen Brief an die Schia in Kufa und ermahnte sie, ein vertrauensvolles Verhältnis nur mit Gläubigen zu unterhalten, sich vor Lügnern zu hüten und hinaus zu den Versammlungsorten und Gebetsstätten zu ziehen, dort laut und leise Gottes zu gedenken und viel zu beten und zu fasten. Wadād al-Qāḍī vermutet, dass der Begriff Ghulāt zu jener Zeit kein Schmähname war, sondern lediglich eine bestimmte Haltung kennzeichnen sollte. Der Grund dafür, dass diese Personen als Ghulāt bezeichnet wurden, sei nicht ihre Wahrsagerei gewesen, sondern bestimmte Glaubensüberzeugungen, die von den beiden Überlieferern der Berichte nicht mitgeteilt würden. ِِAl-Qāḍī meint, dass es sich bei dieser Gruppe um Reste der Saba'īya, also der Anhängerschaft von ʿAbdallāh ibn Saba'. gehandelt haben muss. Diese Gruppe meinte, dass ʿAlī ibn Abī Tālib nicht gestorben, sondern noch am Leben sei. Danach wurden derartige Vorstellungen vor allem im Kreis der Kaisānīya weiter gepflegt.

## Definitionen
Als häresiographische Kategorie wird der Begriff Ghulūw erstmals in dem Kitāb Iḫtilāf an-nās fī l-imāma von Hischām ibn al-Hakam (gest. 795 od. später) verwendet, das nur aus Zitaten in späteren Werken bekannt ist. Hier wird erklärt, dass die Vertreter des Ghulūw gelehrt hätten, dass die Imame Götter, Propheten, Gesandte oder Engel seien. Sie seien es auch, die über die Schatten (aẓilla), die Transmigration der Geister (at-tanāsuḫ fī l-arwāḥ) und die Zyklen und Äonen im Diesseits sowie die Außerkraftsetzung von Auferstehung, Auferweckung der Toten, Abrechnung, Paradiesgarten und Höllenfeuer gesprochen hätten. Sie behaupteten, dass es nur das Diesseits gebe und die Auferstehung in Wirklichkeit das Heraustreten des Geistes aus einem Körper und sein Hereintreten in einen anderen Körper sei. Wenn er gut gewesen sei, sei es ein guter Körper, und wenn er schlecht gewesen sei, ein schlechter. Sie würden in diesen Körpern entweder beglückt oder gequält, so dass sie für sie Paradiesgärten oder Höllenfeuer seien. Alle Anhänger des Ghulūw stimmten nach Hischām darin überein, dass sie 1. Gott, dem Schöpfer die göttliche Herrlichkeit (rubūbīya) absprachen und meinten, dass diese einem vergänglichen erschaffenen Körper innewohne, und 2. meinten, dass Gott ein Licht und Geist ist, der in diesen Körpern herumwandert. Sie würden sich nur hinsichtlich ihrer Anführer unterscheiden, die sich voneinander lossagten und gegenseitig verfluchten.
Eine in ähnliche Richtung gehende Ausarbeitung des Konzepts findet sich bei dem imamitischen Gelehrten Yūnus ibn ʿAbd ar-Rahmān (gest. 823), der eine Widerlegung der Ghulāt verfasste. Er wird mit der Aussage zitiert, dass sich die Ghulāt trotz ihrer Unterschiede auf zwei theologische Lehren zurückführen ließen:
1. die Lehre, dass Gott jedem seiner Geschöpfe, das er dafür auswähle, in der Form erscheine, die er wünsche, denn er halte in sich selbst für gut, was er bei ihnen sehe. Er könne ihnen nur in einer Gestalt erscheinen, die wie diejenige sei, die sie kennen, damit sie Zutrauen zu ihm fassen und zu ihm eilen, wenn er sie ruft. Er erscheine ihnen dann wie ein Mensch, der er aber nicht sei.
2. die Lehre, dass Gott in seiner eigentlichen Essenz (fī ḏātihī wa-kunhihī) der Heilige Geist sei, der in jemandem einwohne, wobei derjenige, dem er einwohne, sein Schleier (ḥiǧāb) sei. Er existiere immer nur mit seiner Eigenschaft zusammen mit der Eigenschaft eines anderen. Wenn er eine bestimmte Gestalt zum Schleier nehme, müsse er seine Essenz und Form durch ein bekanntes körperliches Werkzeug abändern, weil es keine begreifbare Sprache ohne bekannten Körper gebe. Wer aber Gott durch einen anderen als ihn erkannt habe, habe ihn selbst erkannt. Das hätten sie damit erklärt, dass er die äußere Erscheinung einer inneren Realität, so wie er sich selbst als der Äußere Innere (aẓ-ẓāhir al-bāṭin) beschrieben habe. Der Heilige Geist sei sein Inneres, während sein Äußeres der Körper sei, den er annehme, wenn die Menschen ihn brauchten. Das, was sich vergnüge, esse, trinke, erkranke, Schmerzen habe, sei der Körper, der Heilige Geist hingegen vergnüge sich nicht, habe keine Schmerzen und werde auch nicht geboren.[16]

Ibn Bābawaih (gest. 991) meinte, dass das Kennzeichen der Ghulāt sei, dass sie den imamititischen Scheichen und Gelehrten von Qumm „Verkürzung“ (taqṣīr), also Nachlässigkeit bei der Verehrung der Imame vorwarfen. asch-Schaich al-Mufīd (gest. 1022) wies diese Definition zurück, dass es unter den Scheichen von Qumm durchaus einige Verkürzer (muqaṣṣirūn) gebe. Nach ihm sind „die den Islam vorgebenden Ghulāt“ diejenigen, die dem Befehlshaber der Gläubigen (= ʿAlī ibn Abī Tālib) und den Imamen aus seiner Nachkommenschaft Göttlichkeit und Prophetentum zuschreiben und ihnen übermäßig viel Vorrang im religiösen und weltlichen Bereich zusprechen.
Bei asch-Schahrastānī (gest. 1153) findet sich folgende Definition für „die übertreibenden Gruppen“ (al-ġāliya): „Es sind diejenigen, die in Bezug auf ihre Imame die gebührenden Grenzen überschritten, so dass sie diese den Grenzen der Geschöpflichkeit entzogen und nach den Gesetzen der Göttlichkeit beurteilten, indem sie bald einen der Imame gottähnlich machten, bald Gott mit den Menschen verglichen.“ Die ketzerischen Neuerungen der Ghulāt beschränken sich nach asch-Schahrastānī auf vier Dinge: 1. Verähnlichung (tašbīh) Gottes mit der Schöpfung; 2. die Lehre vom möglichen Sinneswandel (badāʾ) Gottes; 3. die Vorstellung von der Rückkehr (raǧʿa) der Menschen vor dem Tag des Jüngsten Gerichts und 4. die Lehre von der Transmigration (tanāsuḫ) der Geister.

## Gruppierungen, die den Ghulāt zugerechnet werden
Hischām ibn al-Hakam erklärte in seinem Kitāb Iḫtilāf an-nās fī l-imāma, dass der Ghulūw mit den Saba'iten, also den Anhängern von ʿAbdallāh ibn Saba' bzw. den Churramdīniten seinen Anfang genommen habe. An-Naubaḫtī vertrat die Auffassung, dass die Saba'īya als erste den Ghulūw gelehrt habe. Der muʿtazilitische Doxograph Dschaʿfar bin Harb (gest. 850) erklärte in seinem Kitāb al-Uṣūl, dass die „übertreibenden Lehrrichtungen der Schia“ (maḏāhib aš-šīʿa al-ġāliya) zahlreich seien, er sich jedoch auf die Nennung von sechs bekannten Gruppen beschränken wolle. Hierzu zählte er:
1. die Mansūrīya, d. h. die Anhängerschaft von Abū Mansūr al-ʿIdschlī
2. die Bayānīya, d. h. die Anhängerschaft des Sektenführers Bayān ibn Samʿān
3. die Churramīya
4. die Mughīrīya, d. h. die Anhängerschaft von al-Mughīra ibn Saʿīd
5. die Baschīrīya, d. h. die Anhängerschaft des Sektenführers Muhammad ibn Baschīr und
6. die Chattābīya, d. h. die Anhängerschaft des Sektenführers Abū l-Chattāb.[25]

Abū l-Hasan al-Aschʿarī (gest. nach 932) erweiterte in seinem doxographischen Werk Maqālāt al-islāmīyīn wa-ḫtilāf al-muṣallīn den Kreis der „Übertreiber“ (al-Ġāliya) auf insgesamt 15 Gruppen. Die Churramīya und die Baschīrīya nennt er nicht, dafür aber alle anderen bisher genannten Gruppen sowie darüber hinaus Dschanāhīya, Harbīya, Muʿammarīya, Bazīghīya, ʿUmarīya, Mufaddalīya, Hulūlīya, Dhimmīya, Scharīʿīya und Numairīya und Mufauwida. Ibn Bābawaih (gest. 991) rechnete auch die Anhänger von al-Hallādsch den Ghulāt zu. Asch-Schaich al-Mufīd (gest. 1022) betrachtete die Mufauwida („Ermächtiger“) ebenfalls als eine Untergruppe der Ghulāt. Von den übrigen Ghulāt unterschieden sie sich nach seiner Definition dadurch, dass sie die Entstandenheit und Erschaffenheit der Imame anerkannten und ihnen eine Präexistenz absprachen, ihnen gleichwohl aber die Möglichkeit zur Erschaffung und Schenkung von Lebensunterhalt zusprachen. Nach ihrer Lehre, so erklärt er, hat Gott allein sie erschaffen und sie danach zur Erschaffung der Welt mit allem, was sich darin befindet, und mit allen Handlungen ermächtigt.
Ibn Hazm (gest. 1064) teilte die „Übertreiber“ in zwei Klassen ein, diejenigen, die ihren Imamen das Prophetentum zusprechen, und diejenigen, die ihnen Göttlichkeit zusprechen. Der ersten Klasse rechnete er unter anderem die Mughīrīya und die Mansūrīya zu, der zweiten Klasse unter anderem die Chattābīya sowie die Anhänger von al-Muqannaʿ und al-Hallādsch, die diesen Göttlichkeit zusprachen, sowie die Nusairīya.

## Beurteilung durch imamitische Gelehrte
Der imamitische Gelehrte Ibn Bābawaih (gest. 991) war der Auffassung, dass die Ghulāt Ungläubige seien, die schlimmer als Juden, Christen, Madschūs, Qadariten, Harūriten und alle Anhänger von Ketzereien seien. Asch-Schaich al-Mufīd (gest. 1022) verwies darauf, dass ʿAlī ibn Abī Tālib als Befehlshaber der Gläubigen geurteilt habe, dass Ghulāt getötet und auf dem Scheiterhaufen verbrannt werden müssten. Die Imame hätten außerdem geurteilt, dass sie Ungläubige seien, die den Islam verlassen hätten.
In einer Tradition, die in den Amālī Abū Dschaʿfar at-Tūsī (gest. 1066/67) überliefert und auf den sechsten Imam Dschaʿfar as-Sādiq zurückgeführt wird, heißt es:

„Gebt acht, dass die Ghulāt eure jungen Männer nicht verderben, denn sie sind die schlimmsten Geschöpfe Gottes. Sie machen die Majestät Gottes verächtlich und nehmen die göttliche Herrlichkeit (rubūbīya) für die Diener Gottes in Anspruch. Bei Gott, die Ghulāt sind schlimmer als die Juden, die Christen, die Madschūs und die Beigeseller.“

Dschaʿfar as-Sādiq wird auch mit der Aussage zitiert, dass er den „Übertreiber“, wenn er sich an ihn wende, zurückweise, den „Verkürzer“ jedoch nicht. Als man ihn fragte, warum er so handele, soll er geantwortet haben: „Weil der ‚Übertreiber‘ sich daran gewöhnt hat, das rituelle Gebet, die Zakāt, das Fasten und den Haddsch wegzulassen, und er niemals dazu imstande ist, seine Gewohnheit aufzugeben und zum Gehorsam gegenüber Gott zurückzukehren. Wenn dagegen der ‚Verkürzer‘ von etwas erfährt, handelt er danach und gehorcht.“

## Der Ghulūw als irakisches Phänomen
Der muʿtazilitische Gelehrte Ibn Abī l-Hadīd (gest. 1258) setzt sich in seinem Kommentar zu der Redensammlung Nahdsch al-Balāgha mit der Frage auseinander, warum die Menschen erst bei ʿAlī ibn Abī Tālib zur Übertreibung übergingen und ihm Göttlichkeit zuschrieben, nicht aber beim Propheten Mohammed, obwohl er dies angesichts seiner Führungsrolle und Wunder vielmehr verdient hätte. Dies erklärt er zum Teil mit dem Unterschied des religiösen Milieus im Irak und im Hedschas. So schreibt er über die ersten Ghulāt:

„Sie stammten aus dem Irak und gehörten zu den Bewohnern von Kufa. Der Boden des Irak hat schon immer Vertreter von Ketzereien, wunderlichen philosophischen Schulen und neuartigen Lehren hervorgebracht. Die Bewohner dieser Region sind Leute von tieferer Einsicht, genauer Beobachtung und philosophischer Spekulation, die gerne über die verschieden Ansichten und Glaubenslehren und die Zweifel der Gegner diskutieren. Zur Zeit der persischen Könige (akāsira) traten unter ihnen Männer wie Mani, Bardesanes und Mazdak auf. Der Boden des Hedschas ist anders und die Mentalität seiner Bewohner auch. Ihr Wesen ist von Gewalt und Brutalität geprägt. Die Stadtbewohner unter ihnen wie die Bewohner von Mekka, Medina und Ta'if ähneln von ihrer Natur den Beduinen, die in der Nähe leben. Es gab nie vorher einen Weisen, Philosophen, Denker oder Dialektiker bei ihnen, oder jemanden, der Zweifel säte oder eine philosophische Schule aufbrachte. Dies ist der Grund, warum die Lehre der Ghulāt erst aufkam, als sich ʿAlī im Irak und in Kufa niederließ, und noch nicht in der Zeit, als er sich in Medina aufhielt, obwohl er die meiste Zeit seines Lebens dort verbrachte.“